# ボウシテナガザル
ボウシテナガザル (帽子手長猿、学名：Hylobates pileatus）は、霊長目テナガザル科テナガザル属に分類されるサル。
名前の「ボウシ」は頭の模様を帽子に見立てたものだが、コンカラーテナガザル（クロテナガザル）にも帽子のような模様があり、こちらも「ボウシテナガザル」と呼ばれたことがあるので古い文献などでは注意が必要である。

## 分布
カンボジア西部、タイ東部、ラオス南西部

## 形態
ボウシテナガザルは毛色に性差がある。幼体の体毛は白いが、オスの体毛は成長に伴い黒色になる。メスは腹部と頭部のみが黒色であとは灰白色をしている。オス、メスともに頭の周りに輪のような白い毛がある（しばしば、毛羽立つほど毛量が多い）。
シロテテナガザルとは同一種説もあるが、このように幼獣・成獣ともに毛色に特徴がある事と鳴き声が両者全く違うという差異から別種説が有力である。

## 生態
生活様式は他のテナガザルとほぼ同じで、昼行性かつ樹上性、一夫一婦のペアを形成し、長い腕で木々を腕わたりで移動する。
主に果実食で、葉や小動物も食べる。生殖行動については良く知られていないが、おそらく他のテナガザルと似通っているのだろう。